# 赤﨑暁
赤﨑 暁（あかさき あきら、1998年1月21日 - ）は、日本の陸上競技選手。九電工所属。専門種目は長距離走。熊本県菊池郡大津町出身。

## 経歴
大津町立大津中学校時代はバレーボール部に所属していたが、地元のマラソン大会では陸上部の選手よりも速かったこともあり、開新高校入学後に本格的に陸上を始める。中学校の1年先輩に古賀紗理那（女子バレー日本代表）がいる。熊本出身の岡田正裕に誘われる形で拓殖大学に入学すると、陸上競技部で急速に力をつけ、箱根駅伝には1年時から4年連続出場（第93回：10区12位、第94回：3区10位、第95回：1区18位、第96回：3区9位）。主将となった大学4年時の上尾シティハーフマラソンでは1時間01分46秒のタイムで、同僚のジョセフ・ラジニ・レメティキに次ぐ大学男子の部2位（日本人学生トップ）に入った。
卒業後は2019年のマラソングランドチャンピオンシップで4位に入った大塚祥平の走りに感銘を受けて九電工に入社。初年度からニューイヤー駅伝に出場する一方で、社会人2年目からマラソンに挑戦。デビュー戦となった別府大分毎日マラソンで早くもサブテンを達成すると、マラソングランドチャンピオンシップ（MGC）チャレンジ対象レースとなった同年12月の福岡国際マラソンでは2時間09分01秒の自己新を更新し8位入賞（日本人2位）、MGCへの挑戦権を獲得する。
2023年のMGCではレース終盤の小山直城のスパートにはついて行けなかったものの、最後の坂で大迫傑・川内優輝といった実力者を振り切ってゴール、2位（2時間09分06秒）に入り、パリ五輪代表選手に内定した。
2024年8月に開催されたパリオリンピックのマラソンでは30km手前までは先頭集団に付き、その後も大きく遅れることなく走り5位をキープし続けた。フィニッシュ直前で抜かれて順位を一つ落としたが、自身初のオリンピックで6位入賞を果たした。

## 人物
- 趣味は「美味しいスイーツ店探し」という無類の甘党[5]。
- 読売新聞社『箱根駅伝ガイド決定版』の名鑑に、ホノルルマラソンを完走してきた宇野実彩子（AAA）が好きと書かれた[10][11]。
- 2025年6月5日、自身のSNSを通じて、パリオリンピックのマラソンに共に出場した鈴木優花（第一生命グループ）との入籍を発表した[12]。

## 戦績・記録

### 大学三大駅伝
| 学年               | 出雲駅伝                    | 全日本大学駅伝                           | 箱根駅伝                           |
| ------------------ | --------------------------- | ---------------------------------------- | ---------------------------------- |
| 1年生 （2016年度） | 第28回 拓殖大学 不参加      | 第48回 5区-区間11位 35分55秒             | 第93回 10区-区間12位 1時間13分05秒 |
| 2年生 （2017年度） | 第29回 拓殖大学 不参加      | 第49回 拓殖大学 不参加                   | 第94回 3区-区間10位 1時間04分08秒  |
| 3年生 （2018年度） | 第30回 6区-区間9位 30分52秒 | 第50回 拓殖大学 不参加                   | 第95回 1区-区間18位 1時間04分26秒  |
| 4年生 （2019年度） | 第31回 1区-区間3位 24分26秒 | 第51回 3区-区間3位 33分57秒 (区間新記録) | 第96回 3区-区間9位 1時間02分53秒   |

### 全日本実業団対抗駅伝競走大会（ニューイヤー駅伝）
| 年               | 区間 | 順位 | 記録          | 備考 |
| ---------------- | ---- | ---- | ------------- | ---- |
| 2021年（第65回） | 7区  | 6位  | 47分26秒      |      |
| 2022年（第66回） | 7区  | 24位 | 48分57秒      |      |
| 2023年（第67回） | 4区  | 29位 | 1時間06分58秒 |      |
| 2024年（第68回） | 2区  | 22位 | 1時間03分59秒 |      |
| 2025年（第69回） | 2区  | 11位 | 1時間02分53秒 |      |

### その他の駅伝戦績
| 年   | 大会                                         | 区間          | 区間順位 | 記録     | 備考 |
| ---- | -------------------------------------------- | ------------- | -------- | -------- | ---- |
| 2020 | 第57回九州実業団毎日駅伝競走大会             | 5区（13.0km） | 5位      | 38分39秒 |      |
| 2021 | 第58回九州実業団毎日駅伝競走大会             | 5区（13.0km） | 9位      | 38分50秒 |      |
| 2022 | 第59回九州実業団毎日駅伝競走大会             | 6区（10.9km） | 5位      | 32分11秒 |      |
| 2023 | 第28回天皇盃全国都道府県対抗男子駅伝競走大会 | 7区（13.0km） | 29位     | 38分42秒 |      |
| 2024 | 第29回天皇盃全国都道府県対抗男子駅伝競走大会 | 7区（13.0km） | 37位     | 39分13秒 |      |
| 2024 | 第61回九州実業団毎日駅伝競走大会             | 1区（12.8km） | 7位      | 37分26秒 |      |

## マラソン全成績
| 年月       | 大会                               | 順位 | 記録          | 備考                  |
| ---------- | ---------------------------------- | ---- | ------------- | --------------------- |
| 2022年2月  | 別府大分毎日マラソン               | 7位  | 2時間09分17秒 | 初マラソン            |
| 2022年12月 | 福岡国際マラソン                   | 8位  | 2時間09分01秒 | 自己新・MGC出場権獲得 |
| 2023年10月 | マラソングランドチャンピオンシップ | 2位  | 2時間09分06秒 | パリ五輪出場権獲得    |
| 2024年8月  | パリオリンピック                   | 6位  | 2時間07分32秒 | 自己新・日本人トップ  |
| 2025年3月  | 東京マラソン                       | 17位 | 2時間07分48秒 |                       |